# Google AI

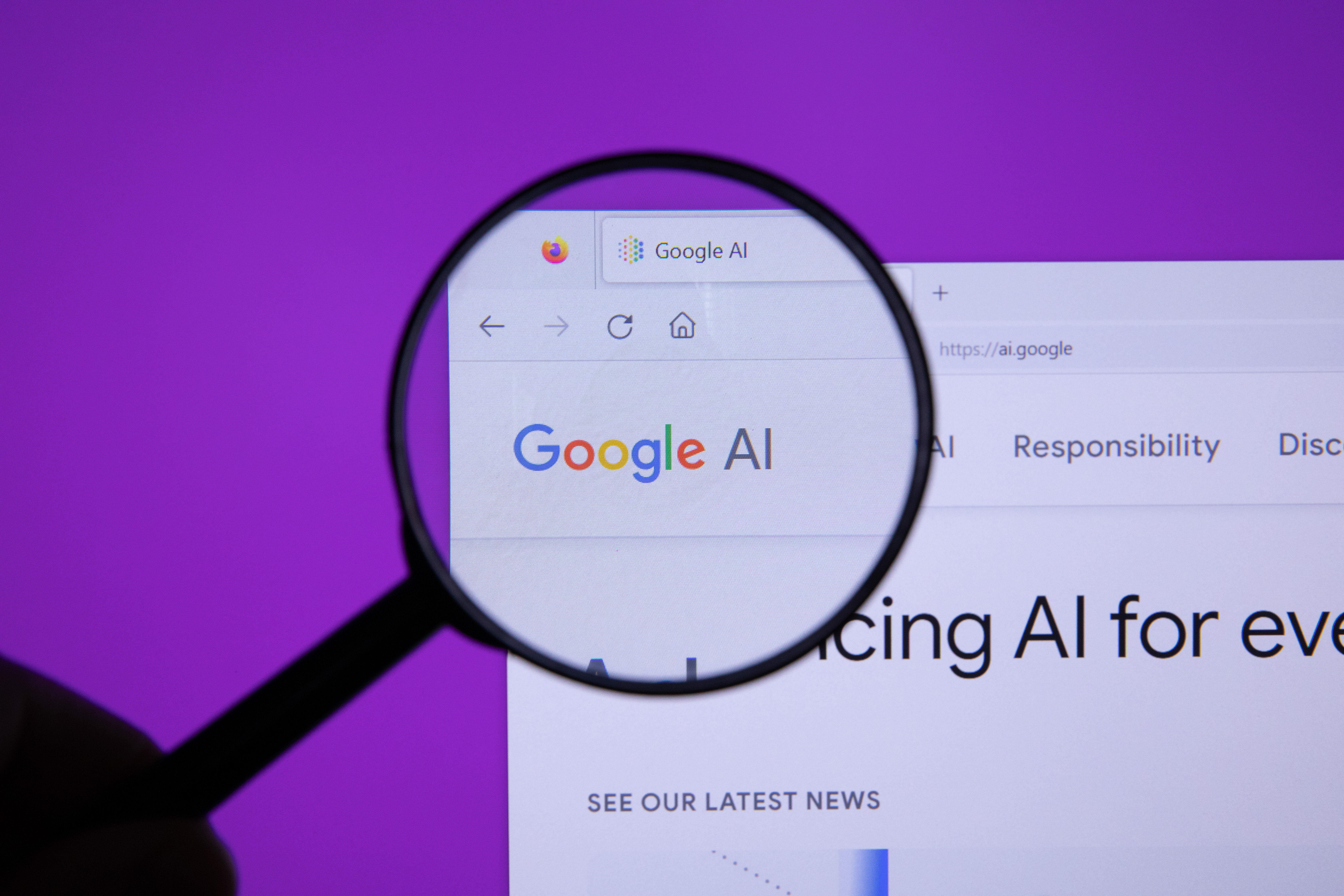

Google AI is een afdeling van Google die zich bezighoudt met de ontwikkeling van kunstmatige intelligentie. De oprichting van de afdeling werd aangekondigd op Google I/O 2017 door CEO Sundar Pichai.
Deze afdeling heeft zijn bereik uitgebreid met onderzoeksfaciliteiten in verschillende delen van de wereld, zoals Zürich, Parijs, Israël en Bejing. In 2023 maakte Google AI deel uit van het reorganisatie-initiatief dat zijn hoofd, Jeff Dean, verhief tot de functie van hoofdwetenschapper bij Google. Deze reorganisatie omvatte de fusie van Google Brain en DeepMind, een in het VK gevestigd bedrijf dat Google in 2014 overnam en dat los van het kernonderzoek van het bedrijf opereerde.

## Projecten
- Google Vids: AI-aangedreven videocreatie voor werk.
- Google Assistent: is een virtuele assistent softwareapplicatie sinds 2023 ontwikkeld door Google AI.
- Het bedienen van cloudgebaseerde TPU's (tensorverwerkingseenheden) om machine learning-software te ontwikkelen. De TPU-onderzoekscloud biedt gratis toegang tot een cluster van cloud-TPU's aan onderzoekers die zich bezighouden met open-source machine learning-onderzoek.
- TensorFlow: een machine learning software bibliotheek.
- Magenta: een deep learning-onderzoeksteam dat de rol van machine learning als hulpmiddel in het creatieve proces onderzoekt.Het team heeft veel open source-projecten uitgebracht waarmee artiesten en muzikanten hun processen kunnen uitbreiden met behulp van AI.M et het gebruik van Magenta kunnen muzikanten en componisten muziek van hoge kwaliteit maken tegen lagere kosten, waardoor het voor nieuwe artiesten gemakkelijker wordt om de industrie te betreden.
- Sycamore: een nieuwe 54-qubit programmeerbare kwantumprocessor.
- LaMDA: een familie van conversatiele neurale taalmodellen.
- Het creëren van datasets in ondervertegenwoordigde talen, om de training van AI-modellen in deze talen te vergemakkelijken.